# Jenkinsburg
Jenkinsburg város az USA Georgia államában, Butts megyében. Lakosainak száma 391 fő (2020. április 1.).

## Népesség
A település népességének változása:

| 2010 | 370 |
| 2020 | 391 |